# Wardersee
Der langgestreckte und recht schmale Wardersee liegt nordöstlich von Bad Segeberg im Gebiet der Gemeinden Krems II, Pronstorf, Rohlstorf und Wensin (alle im Amt Trave-Land).

## Beschreibung
Der Wardersee ist zusammen mit dem Kembser See, dem Seedorfer See und dem Seekamper See der Rest eines zwischen Endmoränen im Westen und dem Eisrand im Osten am Ende des Weichselglazials entstandenen Eisstausees.
Der in privatem Eigentum stehende Wardersee wird von der Trave durchflossen, die sein größter Zufluss ist. Ein weiterer Zufluss ist die Bißnitz. Der zu den 15 größten Seen in Schleswig-Holstein zählende Wardersee ist heute um rund 45 ha kleiner als bei seiner Vermessung im Jahre 1875. Ursächlich hierfür ist der Ausbau der Trave zu Beginn des 20. Jahrhunderts, wodurch der Wasserspiegel des Sees um einen Meter absank. Hierin liegt auch der Grund für die beträchtliche Ausdehnung der Röhrichtzone in einigen Uferbereichen. Die nahe dem Dorf Warder gelegene etwa 80 m lange und 55 m breite Halbinsel war bis zum Traveausbau (um 1910) eine Insel. Auf diesem Gelände wurden in der Mitte des 19. Jahrhunderts Siedlungsreste entdeckt, die auf die Zeit  von 800 bis 1150 n. Chr. datiert werden. Darunter befinden sich Reste des bischöflichen Herrenhofs Nezenna. 
Die Bundesstraße 432 überquert den See in west-östlicher Richtung bei der Ortschaft Warder.
Der Wardersee ist bekannt für seinen außergewöhnlichen Fischreichtum. An seinem Ufer brütet eines der in Schleswig-Holstein heimischen Seeadler-Paare. Die Fischereirechte sind an einen Fischer verpachtet. 
Rund um den Wardersee befinden sich mit Gut Wensin, Gut Rohlstorf und Gut Pronstorf drei ehemalige Adlige Güter. 

## Chemischer Zustand

### AMPA
Aminomethylphosphonsäure (AMPA) ist das Hauptabbauprodukt von Glyphosat in der Bodenzone. AMPA hat ähnliche Bodenhaftungseigenschaften wie Glyphosat, ist aber erheblich stabiler. AMPA wird in Böden und Wasser zu Kohlenstoffdioxid abgebaut. Für Böden beträgt die Halbwertszeit DT50 44 bis 215 Tagen, für Gewässer beträgt sie 14 Tage.
Der AMPA-Gehalt wurde in den Jahren 2008 und 2012 an 33 Seen in Schleswig-Holstein untersucht und konnte insgesamt in 59 % der Proben nachgewiesen werden. Die höchste Konzentration trat im Wardersee mit 0,29 μg/l (11/2012) auf, dies überschreitet den angenommenen Trinkwasservorsorgewert von 0,1 μg/L mehrfach.